# Badri Patarkatsisjvili
Arkadi "Badri" Patarkatsisjvili (georgiska: არკადი (ბადრი) პატარკაციშვილი) född 31 oktober 1955 i Tbilisi, död 12 februari 2008 i Leatherhead, Surrey, England, var en framgångsrik georgisk affärsman, som i stor utsträckning även var involverad i politiken. Han deltog i det georgiska presidentvalet 2008 och blev trea med 7,1% av folkets röster. Även om hans förnamn var Arkadi var han mest igenkänd under namnet "Badri".
I affärer inom Ryssland hade han nära kontakt med den ryske affärsmannen Boris Berezovskij. Patarkatsisjvili var fram till sin död ordförande i den georgiska fotbollsklubben FK Dinamo Tbilisi. Han satt även i Sakartvelos erovnuli olimpiuri komiteti fram tills han ställdes inför riksrätt den 9 oktober 2007.
12 februari 2008 avled Patarkatsisjvili i sitt hem i Leatherhead, Surrey, England, 52 år gammal. En utredning rörande dödsfallet inleddes, och att det kunde vara ett mord uteslöts inte. Affärsmannen hade tillbringat sin sista dag i London, där han träffat sin företagspartner Boris Berezovskij. Klockan 19:00 återvände han till Leatherhead. Strax efter att ha ätit middag sade Patarkatsisjvili till sin familj att han inte mådde bra och han gick upp till sitt sovrum, där man fann honom medvetslös efter en hjärtattack.